# Osmanska riket
Osmanska riket (osmanska: دولتِ عَليه عُثمانيه/Devlet-i Aliyye-i Osmaniyye) ibland kallat Ottomanska riket var en 600-årig turkisk islamisk stormakt som uppstod i Anatolien i slutet av 1200-talet och bestod till den 29 oktober 1923. När riket var som störst omfattade det stora delar av sydöstra Europa, Mellanöstern och arabvärlden, norra Afrika, Kaukasus och hela Mindre Asien (Anatolien). Dess flottor behärskade såväl Medelhavet som Svarta havet (som tidvis var helt omslutet av Osmanska riket) och Kaspiska havet. Rikets stormaktsstatus befästes genom dess erövring av Konstantinopel år 1453, en händelse som innebar det definitiva slutet på Bysantinska rikets tusenåriga historia. 
Den alternativa benämningen Ottomanska riket kommer sig av olika sätt att stava och uttala namnet på dynastigrundaren Osman I (arabiska `Othmān, `Uthmān). Förr kallades det dock oftast Turkiska riket (eller enbart Turkiet), men detta undviks numera för att inte förväxla Osmanska riket med dagens Turkiet samt för att markera att Osmanska riket omfattade mycket mer än dagens Turkiet. Kulturen i det Osmanska riket var kosmopolitisk med en stark prägel av persisk kultur (kalligrafi, miniatyrmåleri, poesi, historieskrivning, hovceremoniel, etc.). 

## Historia

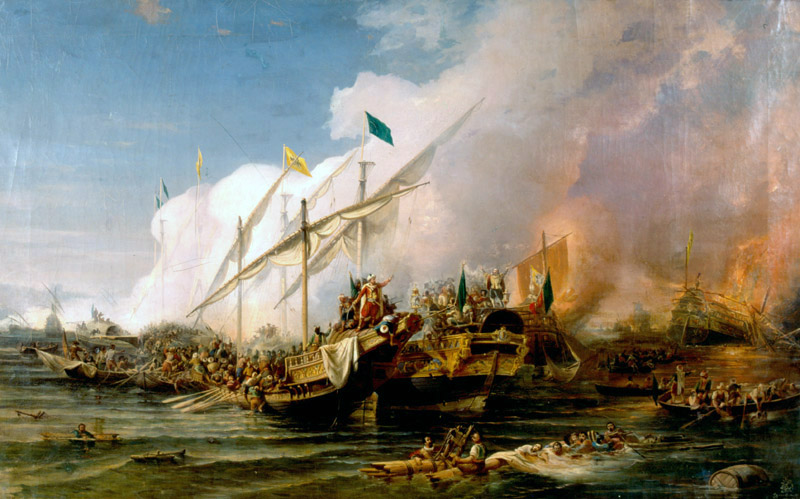
Khair ed-Din (Hayreddin Barbarossa) besegrar den kristna, kortlivade alliansen Det heliga förbundet, som var under kommando av Andrea Doria, i slaget vid Preveza 1538.

Osmanska riket och dess provinser i början av 1900-talet.
Istanbul-provinsen är markerad med röd färg.

Riket grundlades i västra Anatolien i slutet av 1200-talet av en stam oghuziska turkar som skulle komma att bli imperiets aristokrati, oserna, och förse det med dess härskarätt, den osmanska dynastin. Rikets grundare och förste ledare hette Osman I, därav namnet Osmanska riket. De osmanska turkarna erövrade, på Bysans och andra turkiska rikens bekostnad, stora delar av Anatolien och Balkan under 1300-talet. 
Under 1400-, 1500-, och 1600-talen fortsatte expansionen varvid ytterligare stora landområden i Europa, Arabien, Asien och Afrika fogades till Osmanska riket. Den bysantinska huvudstaden Konstantinopel belägrades och intogs år 1453 av sultanen Mehmet II Erövraren. Konstantinopels fall betydde att Osmanska rikets plats som stormakt definitivt var säkrad. På 1500- och 1600-talen var riket som mest betydelsefullt och det hade sin absoluta höjdpunkt under sultanen Süleyman den store på 1500-talet. Dess största territoriella utsträckning nåddes dock år 1683 under sultanen Mehmet IV, då det sträckte sig från Wiens utkanter i nordväst till Aden längst ner på Arabiska halvön, och från Kaukasus i nordöst till Algeriet i sydväst. 
Fram till 1500-talet var majoriteten av invånarna i det Osmanska riket kristna, men med erövringen av arabvärlden och nordafrika i början på 1500-talet så ändrades demografin så att majoriteten av invånarna var muslimer. Förutom kristna och muslimer fanns i Osmanska riket också ett stort antal judar. 
Inom rikets gränser fanns några av dåtidens viktigaste städer som t.ex. Mekka, Medina, Jerusalem, Bagdad, Kairo, Alexandria, Damaskus, Aleppo, Beirut, Saloniki, Budapest, Belgrad, Sarajevo och Sofia. Detta stora rike med alla dess olika religioner och trosinriktningar, alla olika etniska tillhörigheter och vitt skilda seder och bruk styrdes från rikets och Europas största stad: Konstantinopel, eller Istanbul som staden numera heter.
Slaget om Wien år 1683, där osmanerna i ett försök att inta den österrikiska huvudstaden slogs tillbaka av en polsk-tysk armé, satte gränsen för osmanernas fortsatta expansion norrut i Centraleuropa. 
Ännu under större delen av 1700-talet var Osmanska riket med dess enorma landarealer som sträckte sig över tre kontinenter en stormakt att räkna med, men mot slutet av 1700-talet påbörjades rikets gradvisa tillbakagång. Med upptäckten av sjövägen mellan Europa och Indien minskade successivt handeln via sidenvägen som varit en stor inkomstkälla för Osmanska riket. Upprepade krig med ett allt aggressivare och mäktigare Ryssland och ett allt starkare Västeuropa tillsammans med ökad korruption och en alltmer föråldrad militär bidrog till tillbakagången. 
Under 1800-talet och början på 1900-talet tilltog problemen då riket samtidigt både utsattes för ständiga angrepp från yttre fiender och uppror inom rikets gränser. Från Västeuropa och Ryssland spreds till det Osmanska riket nya idéer om etnisk och nationell tillhörighet vilket orsakade stora problem i det multikulturella och multietniska Osmanska riket. Återkommande uppror och resningar, ofta initierade och understödda av yttre makter, drabbade riket. Stora landområden förlorades dels till nya stormakter som Österrike-Ungern och Ryssland, dels till folk inom Osmanska riket som i den nya tidens nationalistiska anda gjorde uppror och bildade självständiga stater. På detta sätt uppstod till exempel Grekland, Rumänien, Serbien och Bulgarien. Besittningarna i norra Afrika annekterades i huvudsak av Storbritannien (Egypten, Anglo-egyptiska Sudan) och Italien (Libyen). Se också rumänska frihetskriget.
År 1908 genomfördes en revolution av de s.k. ungturkarna. Ungturkarna bestod främst av västligt orienterade sekulära grupper, turkiska nationalister, studenter och officerare, samt andra som gav sultanen skulden för det kaotiska tillståndet i imperiet. Syftet med revolutionen var att återinsätta det osmanska parlamentet, vilket hade upplösts av sultanen Abdul Hamid II 1878, samt att reformera och modernisera riket. Sultan Abdul Hamid II tvingades abdikera till förmån för Mehmet V. Det efterföljande försöket att avskaffa monarkins institutioner och administration för att ersätta dem med konstitutionella institutioner och ett valsystem var dock inte lika enkelt eller så oblodigt som själva regimskiftet. Revolutionen betecknas som en milstolpe i upplösningen av Osmanska imperiet. Samtidigt fortsatte imperiet att splittras under trycket av nationalistiska revolter och ständigt nya krig.
Under de båda Balkankrigen 1912-1913 utkämpades blodiga strider då Bulgarien, Grekland, Serbien och Montenegro gemensamt anföll Osmanska riket varvid stora landområden på Balkan och nästan samtliga öar i östra Medelhavet förlorades. 
Under första världskriget angreps Osmanska riket på flera fronter av bland annat Storbritannien, Frankrike och Italien varvid stora landområden i Arabien och Mellanöstern gick förlorade. I ett samlat angrepp bestående av arméer och flottstyrkor från bland annat Frankrike, Italien, Storbritannien, Australien och Nya Zeeland försökte man även inta rikets huvudstad Istanbul men slogs tillbaka av den osmanska armén under ledning av generalen Mustafa Kemal i det beryktade slaget vid Gallipoli.  
För att få hjälp med försvaret mot arvfienden Ryssland hade Osmanska riket vid första världskrigets utbrott ingått en försvarspakt med Tyskland. Då Tyskland tvingades kapitulera valde det styrande skiktet i Osmanska riket, för att undvika ett samlat angrepp från Ententen (1:a världskrigets segrare Storbritannien, Frankrike, Ryssland), att också kapitulera. Den ungturkiska ledningen avgick och sultanen tvingades underteckna hårda kapitulationsvillkor som bland annat innebar en uppstyckning av de kvarvarande delarna av Osmanska riket där Storbritannien, Frankrike, Italien, Armenien och Grekland fick var sina delar. 
En turkisk nationalistisk revolution med den segerrike generalen Mustafa Kemal i spetsen motsatte sig dock det osmanska styret och Ententens kapitulationsvillkor samt uppstyckning av riket. Efter ett framgångsrikt krig mot Grekland återerövrades stora delar av de områden i Anatolien som hade förlorats (däribland İzmir och västra Armenien). Nya förhandlingar under ledning av Mustafa Kemal inleddes med segrarna från första världskriget varvid dessa tvingades ge upp samtliga territoriella anspråk. Vid de nya förhandlingarna fastställdes i stort sett de gränser som utgör dagens Turkiet. Republiken Turkiet utropades den 29 oktober 1923, och dess förste president blev Mustafa Kemal som då fått tilläggsnamnet Ataturk, alla turkars fader.

## Styrelse

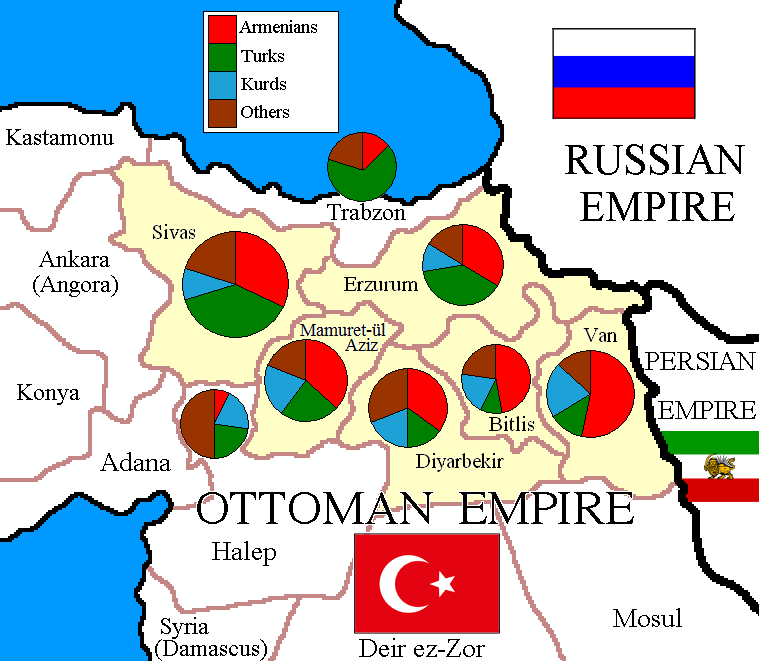
Etniska grupper i nuvarande östra Turkiet år 1912.

Riket styrdes av sultanen, en manlig medlem av den osmanska dynastin, vars titel och makt som enväldig härskare gick i arv inom dynastin, dock inte alltid från far till äldste son; blodiga tronstrider emellan en avliden sultans söner var vanliga och det hände även att sultaner avsattes. 
Under sultanen i rikets styrelse fanns divanen, en regering bestående av vesirer under ledning av storvesiren, som formellt fungerade som rådgivare och verkställare av sultanens order, men som periodvis hade stor egen makt och inflytande över rikets affärer. Från 1500-talets början, med erövringen av de heliga städerna Mekka och Medina, antog sultanerna också den religiösa titeln kalif, alla världens muslimers andliga överhuvud. Sultanen ansågs då vara den ende härskare som hade rätt att pålysa jihad. Osmanernas långvariga kontroll över de heliga städerna Mekka, Medina och Jerusalem stärkte rikets ställning som den ledande muslimska statsbildningen.
Det osmanska riket delades upp i provinser (vilâyet) med olika nivå av autonomi. De två centrala provinserna, Rumelien (större delen av Balkan) och Anatolien (endast västra delen av halvön med det namnet), stod under sultanens direkta kontroll; övriga var mer självständiga, med guvernörer som var skattskyldiga och ansvariga inför sultanen, och vissa var officiellt autonoma. Provinserna var uppdelade i mindre sandjaker. Sandjakerna bestod av förläningar som tilldelades soldater och statsmän som utmärkt sig i rikets tjänst. Det fanns tre typer av förläningar, av vilka timaren, den minsta, var den vanligaste; högre ämbetsmän och officerare kunde tilldelas en större ziam (även zeamet) medan generaler och personer inom den osmanska regeringsmakten kunde förlänas en hass, som var ett stort område, ofta innefattande en större stad.
Inom riket rådde ett för tiden ovanligt högt mått av religiös och kulturell frihet. De erövrade folken tilläts i stort att fortsätta leva enligt sina egna seder och bruk. Rikets olika kulturella, etniska och religiösa grupper administrerades i milleter som själva fick ordna sina interna angelägenheter: den religiösa administrationen, skolor, familjerätt, med mera. Varje millet hade en ledare som ansvarade inför sultanen för sin folkgrupp. De främsta av dessa grupper var muslimer, grekiskt-ortodoxt kristna, assyrier/syrianer, armenier och judar. 
Som en följd av osmanernas höga tolerans invandrade under 1400- och 1500-talen stora grupper av judar och muslimer från övriga Europa till det Osmanska riket, då dessa folkgrupper drabbades av förföljelser och fördrivning från Västeuropa. De togs emot med öppna armar och fann en fristad i det Osmanska riket.

## Militär
Under flera århundraden var Osmanska rikets militära styrka överlägsen sina grannars. Elitsoldaterna, janitsjarerna, utgjorde kärnan av den osmanska hären och satte skräck i de kristna härarna genom sin kallblodiga skicklighet i strid som de fick genom att ägna hela sina liv åt strid och träning. 
Den beryktade osmanska janitsjar-kåren var på sin tid världens första stående här, den var den första armén som använde uniformer och dess musikkår var världens första militära band. Janitsjarerna, som var fullt trogna sultanen, bestod av soldater som tränats till strid sedan tidiga tonåren. Genom det s.k. devşirme-systemet valdes de starkaste och friskaste manliga tonåringarna ut för tjänst i rikets elitkår. Devşirme-systemet brukades främst bland kristna byar på Balkan.
De utvalda tonåringarna togs till rikets huvudstad Konstantinopel där de omvändes till islam och utbildades i turkiska språket samt genomgick en många år lång skolning inom bland annat hantverk och stridsteknik. De mest framgångsrika kunde nå ända upp till den absoluta toppen inom rikets militära eller administrativa struktur och bli mycket inflytelserika och förmögna män. En klassresa som var helt omöjlig för fattiga barn från landsbygden i dåtidens Västeuropa. Janitsjar-kåren var tidvis så stor och mäktig så att den till och med bidrog till att avsätta sultaner.

## Dynastin
Den osmanska dynastin var från början av turkisk härkomst men genom politiska giftermål och anammandet av de erövrade folkens kulturer utvecklades osmanerna snart till en mångkulturell aristokrati. Dynastins herrar titulerades från 1383 sultaner och från 1517 även kalifer.